# Lakhdar Brahimi

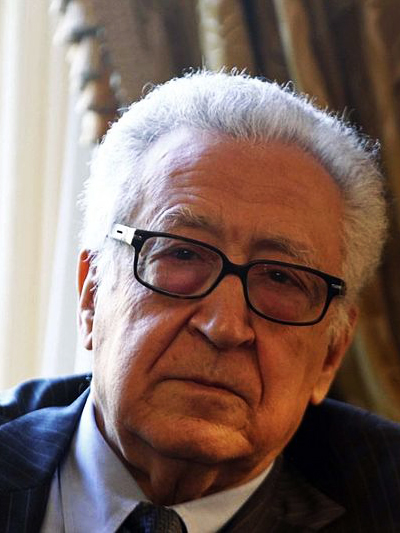
Lakhdar Brahimi

Lakhdar Brahimi (arabisch الأخضر الإبراهيمي al-Achdar al-Ibrahimi, DMG al-Aḫḍar al-Ibrāhīmī; * 1. Januar 1934 in Aziza) ist ein algerischer Diplomat und ehemaliger Politiker. Vom September 2012 bis Ende Mai 2014 war er Sondergesandter der Vereinten Nationen und der Arabischen Liga für Syrien.

## Leben

### Ausbildung und Diplomatentätigkeit für Algerien und die Arabische Liga
Lakhdar Brahimi entstammt einer Honoratiorenfamilie und studierte in Frankreich und seinem Heimatland Algerien Rechts- und Politikwissenschaft. Früh engagierte sich Brahimi politisch unter anderem für die Nationale Befreiungsfront (FLN) Algeriens und war von 1956 bis 1961 deren Repräsentant für Südostasien in Jakarta. Nach der Unabhängigkeit Algeriens schlug Brahimi die Diplomatenlaufbahn ein. Von 1963 bis 1970 war er algerischer Botschafter im Sudan und in Ägypten sowie gleichzeitig ständiger Repräsentant bei der Arabischen Liga in Kairo.
Nach der Leitung der algerischen Botschaft in Großbritannien (1971–1979) kehrte Brahimi in sein Heimatland zurück. Er wurde Mitglied des FLN-Zentralkomitees (1979–1984) und agierte in den Jahren 1982 bis 1984 als diplomatischer Berater von Präsident Chadli Bendjedid. In seiner Tätigkeit als beigeordneter Generalsekretär der Arabischen Liga von 1984 bis 1991 betätigte er sich erfolgreich als Vermittler im Libanesischen Bürgerkrieg (1989–1991), was Brahimis Ruf als fähiger Vermittler in heiklen politischen Lagen begründete. 1991 kehrte er wieder nach Algerien zurück und bekleidete von 1991 bis 1993 das Amt des Außenministers. Nach dem Rücktritt von Premierminister Sid Ahmed Ghozali wurde Brahimi kurz darauf abberufen und durch Redha Malek ersetzt.

### Diplomatische Anfänge bei den Vereinten Nationen
Von 1994 bis 1996 war Brahimi UN-Sonderbeauftragter in Haiti, Südafrika, Zaire und Jemen. In den letzten Jahren war er im Auftrag der Vereinten Nationen für Verhandlungslösungen in zahlreichen Krisenherden erfolgreich tätig.
Von 1997 bis 1999 war er erstmals UN-Sondergesandter für Afghanistan.
2000 analysierte er in seinem Brahimi-Report die Gründe für das Scheitern vieler UN-Friedensmissionen. Der Bericht ist durch eine bis dahin nicht gekannte Offenheit geprägt. So wurde gleich in der ersten Ziffer zutreffend festgestellt: „Die Vereinten Nationen wurden gegründet, um (…) künftige Generationen vor der Geißel des Krieges zu bewahren. Diese Herausforderung anzunehmen ist die wichtigste Aufgabe der Organisation, und an ihr werden auch die Völker, denen die Vereinten Nationen dienen, die Leistungen der Organisation in erheblicher Weise messen. Während des vergangenen Jahrzehnts sind die Vereinten Nationen wiederholt an dieser Herausforderung gescheitert, und auch heute sieht die Lage nicht besser aus.“
Ab 2001 war er Leiter der Unterstützungsmission der Vereinten Nationen in Afghanistan. Auf ihn geht die Afghanistan-Konferenz auf dem Bonner Petersberg Ende 2001 und damit die Gründung der Übergangsregierung unter Hamid Karzai zurück.

### 2004–2006 im Irak
Seit Januar 2004 war er als UN-Sonderbotschafter im Irak tätig.
Am 27. April 2004 gab Brahimi vor dem Sicherheitsrat der Vereinten Nationen die Pläne zur Benennung einer Übergangsregierung bis Ende Mai 2004 und den Fahrplan zur Machtübergabe der Vereinigten Staaten an die Iraker bekannt. Die Mitglieder des Sicherheitsrates nahmen die Vorschläge positiv auf. Die schweren Zusammenstöße in Falludscha bezeichnete Brahimi als extrem besorgniserregend.

### Übergangsregierung und Nationalversammlung
In der letzten Maiwoche 2004 verhandelte er mit dem irakischen Regierungsrat und der US-Zivilverwaltung unter Paul Bremer über die künftige 5-köpfige Staatsspitze, die nach dem 30. Juni die Macht im Irak übernehmen sollte. Am 1. Juni 2004 nominierte Brahimi Adnan Patschatschi zum provisorischen Staatspräsidenten. Als dieser jedoch ablehnte, wurden in Abstimmung mit dem Übergangsrat der sunnitische Scheich der Schammar, Ghazi al-Yawar, zum Staatspräsidenten sowie Ibrahim al-Dschafari (Schiit) und Rodsch Nuri Schawais (Kurde) zu dessen Stellvertretern ernannt. Ministerpräsident wurde Iyad Allawi (Schiit) und Vizepremier Barham Sali (Kurde).
Im Juli 2004 musste sich die gesamte irakische Übergangsregierung der Vertrauensabstimmung vor einer rund 60-köpfigen Nationalversammlung stellen. Diese wurde von Brahimi in zahllosen Kontakten zu politischen und religiösen Gruppierungen nach dem Muster der afghanischen Loja Dschirga aufgebaut.
Auch bei den letzten Verhandlungen des UN-Sicherheitsrates zur Irak-Resolution Nr. 1546 wirkte Brahimi mit. Am 8. Juni 2004 wurde ein geänderter US-Entwurf einstimmig beschlossen, wonach die irakische Übergangsregierung die Ölpolitik steuert und ein Mitspracherecht in Bezug auf die westlichen Besatzungstruppen erhält, deren Verbleib zeitlich befristet wird („Sicherheitspartnerschaft“).

### Vom Irak in den Sudan und Syrien
Am 1. Januar 2006 wurde Brahimi mit 72 Jahren pensioniert, im gleichen Jahr aber wegen der Darfur-Krise reaktiviert und in den Sudan entsandt.
Nachdem Kofi Annan aufgrund ausbleibender Fortschritte sein Mandat des Sondergesandten der UN und Arabischen Liga für Syrien niedergelegt hatte, wurde Brahimi am 17. August 2012 als dessen Nachfolger präsentiert. Das Amt trat er offiziell am 1. September 2012 an. Mitte Mai 2014 gab Ban bekannt, dass Brahimi von diesem Posten zum Ende des Monats zurücktreten werde. Als Gründe gelten das Verschleppen der Genfer Friedensgespräche durch das syrische Regime und dass die mitverhandelnden Oppositionellen Beobachtereinschätzungen zufolge immer mehr Einfluss auf das von Islamisten dominierte Kriegsgeschehen verlieren.

### Mitglied von The Elders
Lakhdar Brahimi war von der Gründung 2007 an Mitglied des Zusammenschlusses von herausragenden ehemaligen Staatsmännern und -frauen, Friedensaktivisten, Menschenrechtlern sowie prominenten Intellektuellen The Elders, der 2007 von Nelson Mandela auf Initiative von Peter Gabriel und Richard Branson gegründet wurde. Ziel der Gruppe ist es, die Erfahrung, die Beziehungen und den öffentlichen Einfluss der Mitglieder zur Lösung globaler Probleme einzusetzen.

### Familie
Lakhdar Brahimi ist verheiratet und Vater dreier Kinder. Fließend beherrscht er die Sprachen Arabisch, Englisch und Französisch.
Seine Tochter Rym Ali ist mit dem jordanischen Prinzen Ali bin al-Hussein verheiratet.

## Auszeichnungen
- 2002: Harvard Law School Great Negotiator Award[11]
- 2003: Hessischer Friedenspreis der Albert-Osswald-Stiftung
- 2004: Dag-Hammarskjöld-Ehrenmedaille der Deutschen Gesellschaft für die Vereinten Nationen (DGVN)
- 2008: Four Freedoms Award, in der Kategorie Meinungsfreiheit

## Zitate
„Wir organisieren Wahlen nicht gut. Nicht nur halten wir sie meistens viel zu früh ab, wir geben auch zu viel Geld dafür aus. Wenn Indonesien eine Wahl abhält, kostet das die Regierung pro Stimme etwa 1,30 Dollar. Wenn wir eine Wahl in Afghanistan organisieren, kostet das acht Dollar pro Stimme. Das muss sich ändern.“